# Zwettler Tafelaufsatz

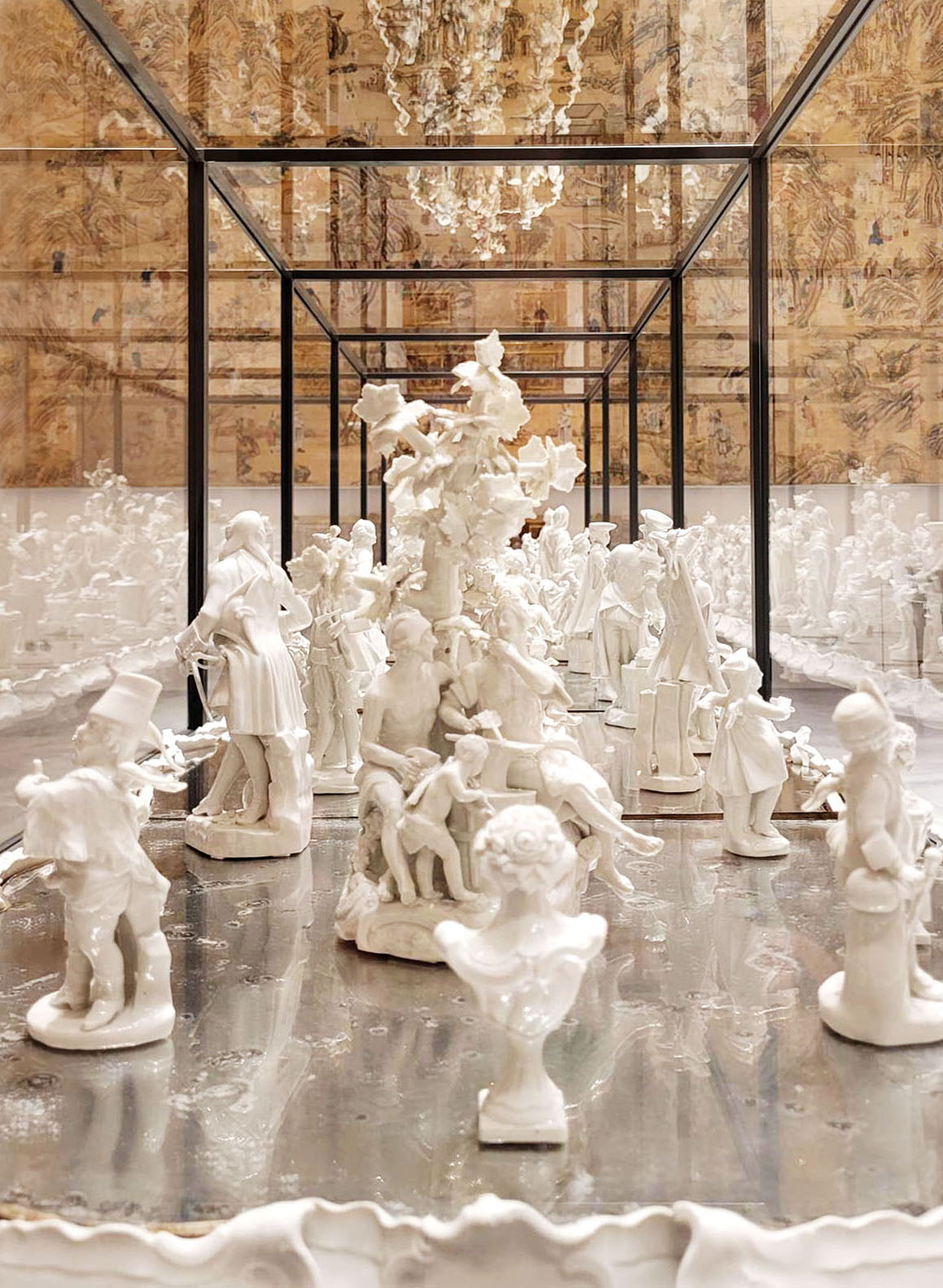
Zwettler Tafelaufsatz Seitenansicht

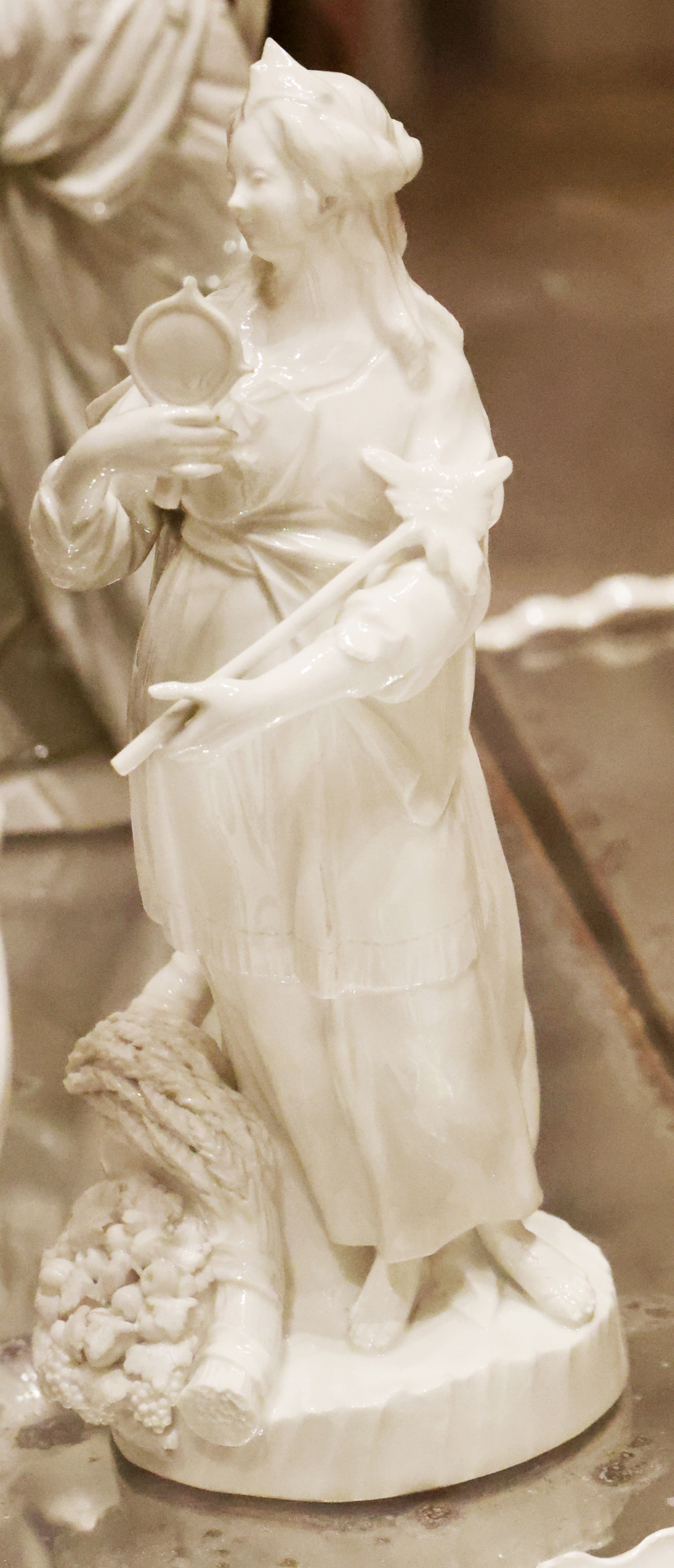
Prudentia

Der Zwettler Tafelaufsatz ist ein Porzellan-Ensemble, das im Jahr 1768 bei der Kaiserlichen Porzellanmanufaktur in Wien bestellt wurde, um es Abt Rainer I. Kollmann (1699–1776) vom Zisterzienserstift Zwettl in Niederösterreich zum 50. Profess-Jubiläum am 17. April 1768 als Geschenk zu überreichen.

## Beschreibung
Der Aufsatz besteht aus einem 9-tlg. verspiegelten Porzellan-Untersatz von 4,33 m Länge und ursprünglich 67 unterschiedlichen Einzelfiguren, bzw. Gruppen aus weißem, unbemaltem, glasiertem Porzellan, von denen noch 61 erhalten sind. Sie waren als zentraler Schmuck einer festlichen Tafel gedacht. Zu den Figuren wurde ebenfalls ein Speiseservice, bestehend aus 48 Suppen- und 72 Konfekt-Tellern, 8 Salzfässchen und 2 Saucieren erworben. Der Preis des gesamten Ensembles betrug 508 Gulden (fl.). Gemeinsam mit dem Porzellanaufsatz wurde eine Komposition bei Joseph Haydn (Applausus, Hob XXIVa: 6) und ein repräsentatives Portrait bei Josef Hauzinger bestellt.
Dass sich ein Tafelaufsatz aus diesem kostbaren Material und die Geschichte seiner Beschaffung beinahe vollständig erhalten hat, ist höchst selten und wohl allein dem Umstand geschuldet, dass er im Stift verblieb und in Vergessenheit geraten war. Erst bei der Wiederentdeckung Altwiener Porzellans zu Beginn des 20. Jahrhunderts (Ausstellung Wien 1904, Katalog), erinnerte man sich des Ensembles. Das Österreichische Museum für Kunst und Industrie (MAK) erwarb den Aufsatz 1926 aus den Beständen des Stiftes.

## Anlass und Auftrag

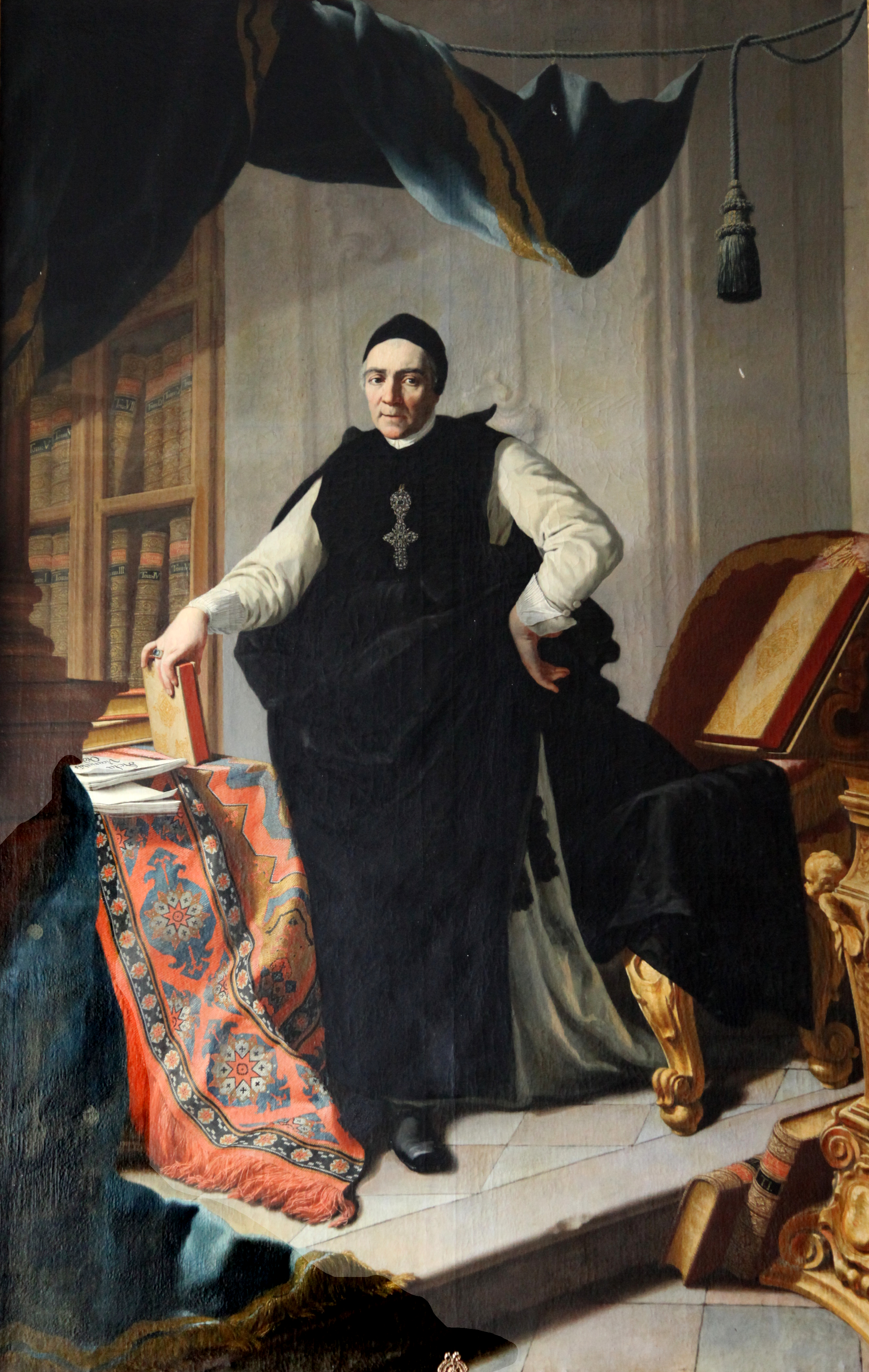
Abt Rainer Kollmann 1768

Der Abt eines Stiftes war auch ohne zusätzliche politische Funktionen eine hochgestellte Persönlichkeit im Habsburgerreich, das galt umso mehr, wenn dieser Abt, wie Rainer Kollmann, ein bedeutender Financier des Kaiserhauses war, dessen Expertise von Maria Theresia geschätzt wurde. Aufgrund seiner vielen Agenden war Rainer Kollmann auch nur selten im Stift in Oberösterreich anzutreffen – dort vertrat ihn oftmals der Prior P. Placidus Assem – sondern zumeist im Freihof des Stiftes in Nussdorf bei Wien, wenn er gerade nicht in politischer Mission unterwegs war.
Anders als in den Fürstenhäusern dieser Zeit, wo Vermählungen und Geburten Anlässe für bedeutende Festlichkeiten boten, beging man in den Klöstern geistliche Jubiläen, Namens- und Jahrestage mit großem Aufwand, und einige der schönsten Umbauten in den Stiften und viele bedeutende Kunstwerke verdanken ihre Entstehung einem solchen Jubiläum.
Das war der Grund dafür, dass auch die Mitbrüder Abt Rainers Vorbereitungen für ein würdiges Fest zur 50. Wiederkehr seines feierlichen Ordensgelübdes am 17. April 1718 trafen, wie P. Placidus im November 1767 schrieb, obwohl Rainer Kollmann sich jeden Aufwand verbeten hatte. Doch im Konvent war für die Beschaffung der Festgaben bereits die beträchtliche Summe von 600 Gulden (fl.) gesammelt worden, wovon 100 Gulden für eine musikalische Komposition vorgesehen waren und 50 Gulden für ein repräsentatives Portrait des Abtes. Für die Musik des Applausus, einer feierlichen Kantate auf einen Text des Priors, gewann man Joseph Haydn, Kapellmeister des Fürsten Nikolaus I. Esterházy, und das Portrait sollte Josef Hauzinger anfertigen, der ein Schüler Paul Trogers und Professor für Historienmalerei in Wien war.
Für den weitaus größten Anteil des Geldes – 488 Gulden (fl.) – hatten sich die Mönche von Zwettl etwas ganz Besonderes überlegt: Es sollte davon eine festliche Tischdekoration erworben werden, wie es an den allerhöchsten Tafeln der Zeit gerade in Mode war. Nur wenige Jahre zuvor hatte auch der Fürstbischof von Hildesheim, Friedrich Wilhelm von Westphalen für seinen Regierungsantritt 1763 ein Meisterwerk beim berühmten Silberschmied Bernhard Heinrich Weyhe in Augsburg bestellt, dessen musizierendes Orchester rund um eine Cembalistin in einer Laube nun seine Tafel schmückte. Dies war in der Tradition der kaiserlichen Kunstkammern, wo Cellinis Saliera, die ursprünglich für die Tafel Franz I. gedacht war, bis heute ein Publikumsmagnet darstellt.

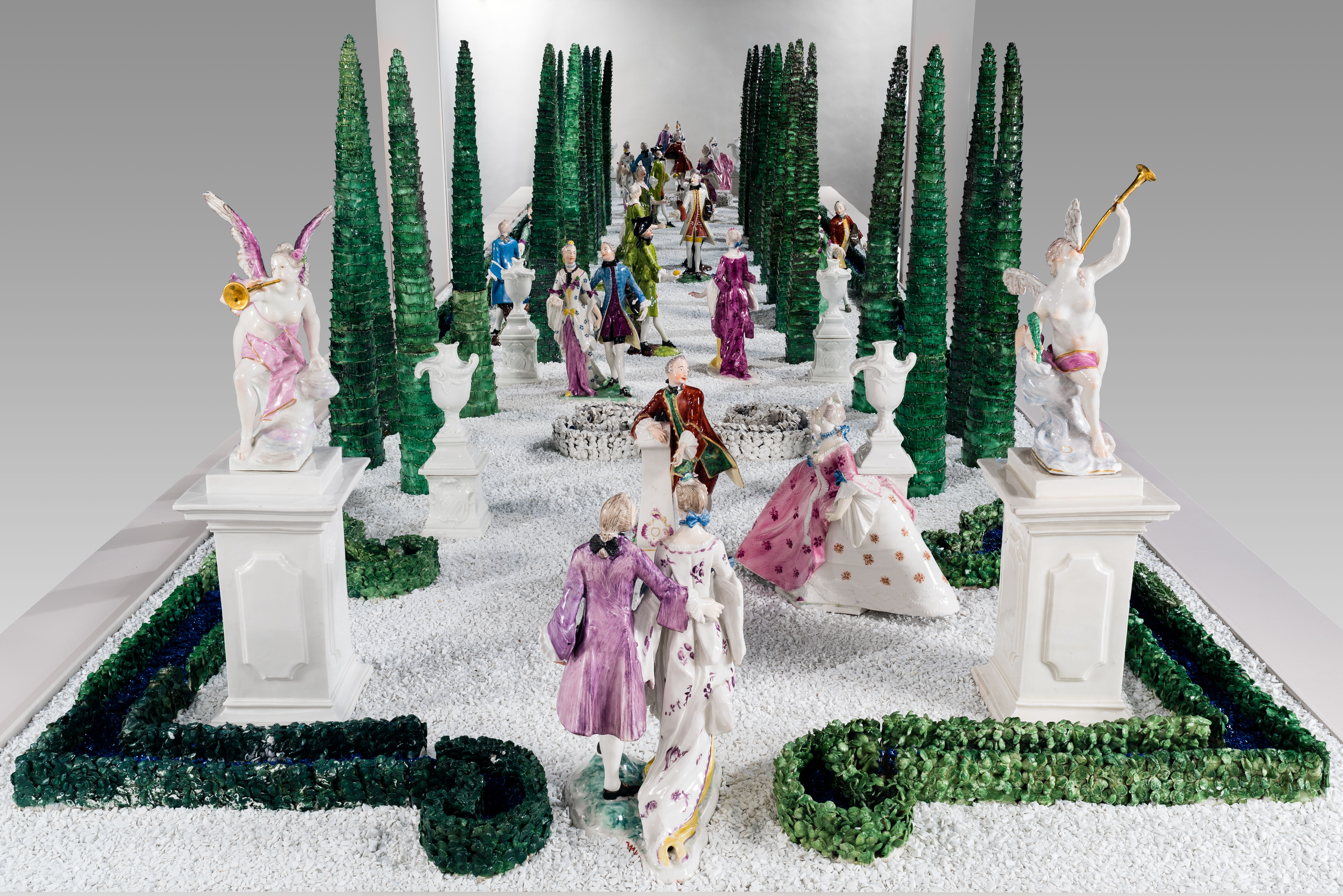
Münchner Tafelaufsatz für das Hochzeitsbankett der Prinzessin Maria Anna 1755

Doch zeitgemäßer war Tafelschmuck aus dem allerneuesten und kostbaren Material Porzellan, von dem sich auch der St. Florianer Probst Johann III. Födermayr gleich in den ersten Jahren der Manufaktur ein kostbares Service herstellen ließ, aus dem eine Deckelterrine ebenfalls 1904 ausgestellt wurde. So gelangte Ende des Jahres 1767 die Bestellung aus Zwettl für einen kostbaren Tafelaufsatz an die kaiserliche Porzellanmanufaktur in den Liechtensteinschen Gründen, um Abt Kollmann und einem Kollegium von Festgästen den Speisetisch kunstvoll zu schmücken. Die Rechnung wurde am 26. Jänner 1768 ausgestellt, Quittungen über die Reisebestätigung des zerbrechlichen Aufsatzes und Empfangsbestätigungen vom 7. Februar haben sich erhalten. Es folgte eine Nachbestellung für weitere 4 Figuren am 26. März 1768. Die exakte Datierung bietet heute kostbare Hinweise auf den Entstehungszeitraum der bestellten Modelle.

## Material
Seit der Neuerfindung des Porzellans in Europa durch Johann Friedrich Böttger und Ehrenfried Walther von Tschirnhaus in Dresden im Jahr 1708 war die Begeisterung in ganz Europa grenzenlos. Hatte man in den vergangenen Jahrhunderten zu enormen Preisen die zerbrechlichen Meisterwerke aus China und Japan importieren müssen, sie zu den Schmuckstücken einer Residenz erkoren, und – um sie nie mehr zu verlieren – in Silber eingefasst, so rückte die Produktion des begehrten Materials nun in die Mitte des Kontinents. Es dauerte nicht lang, bis sich einige der Mitarbeiter der Meißner Manufaktur, trotz Androhung der Todesstrafe, mit dem Geheimnis der Porzellanproduktion (Arkanum) im Gepäck von Dresden nach Wien begaben, wo unter Claudius Innocentius du Paquier 1717 eine eigene Manufaktur ihren Anfang nahm.
Seine Formbarkeit machte die besondere Faszination des Porzellans aus. Anders als in Marmor und Stein, ließen sich die kleinen Skulpturen nun in weicher Tonerde (Kaolin unter Zugabe von Feldspat und Quarz) gestalten, die anschließend in aufwändigen Verfahren getrocknet, gebrannt, glasiert und noch einmal gebrannt wurden, um ihre endgültige Gestalt zu erhalten. Der Anspruch der Modellierer war es, Werke der Bildhauerkunst zu gestalten, die in zarteren Dimensionen den Kunstsinn erfreuen sollten.
Man zeichnete zunächst detailgenaue Skizzen, die von den einzelnen Gewerken der Porzellanherstellung im Anschluss realisiert wurden. Das Schlussprodukt bestand oft aus zahlreichen Einzelteilen, die vom Bossierer zusammengesetzt werden mussten, anschließend glasiert und eventuell auch noch von den Porzellanmalern kunstvoll bemalt (staffiert) wurden. Die Arbeit einiger Meister wurde in der Manufaktur unerhört großzügig entlohnt, und schon bald finden sich ihre Signaturen am Boden der Werke, die nun auch mehrmals und in Serien hergestellt werden konnten. Einige der namhaftesten Modellierer waren gleichzeitig auch Professoren an der Akademie für Bildhauerei. Obwohl sich zur selben Zeit bemalte Porzellanfiguren großer Beliebtheit erfreuten, an denen sich detailgetreue Einzelheiten von Handwerkszeug und Mode ablesen lassen, fand das weiße, unbemalte Porzellan, das die figurativen Einzelheiten und den durchscheinenden Glanz des Materials deutlicher zur Wirkung brachte, ebenfalls seine Bewunderer. Die Patres von Zwettl entschieden sich für weißes Porzellan.

## Umfang
Über den Umfang des Ensembles geben Rechnungen und Empfangsbestätigungen detailliert Auskunft, das „Desserte“, also die Konfekttafel, für die der Aufsatz bestimmt war, ist für 30 Personen ausgelegt und besteht aus einem Untersatz und Dekorationselementen, dazu ein Speiseservice.

### Untersatz

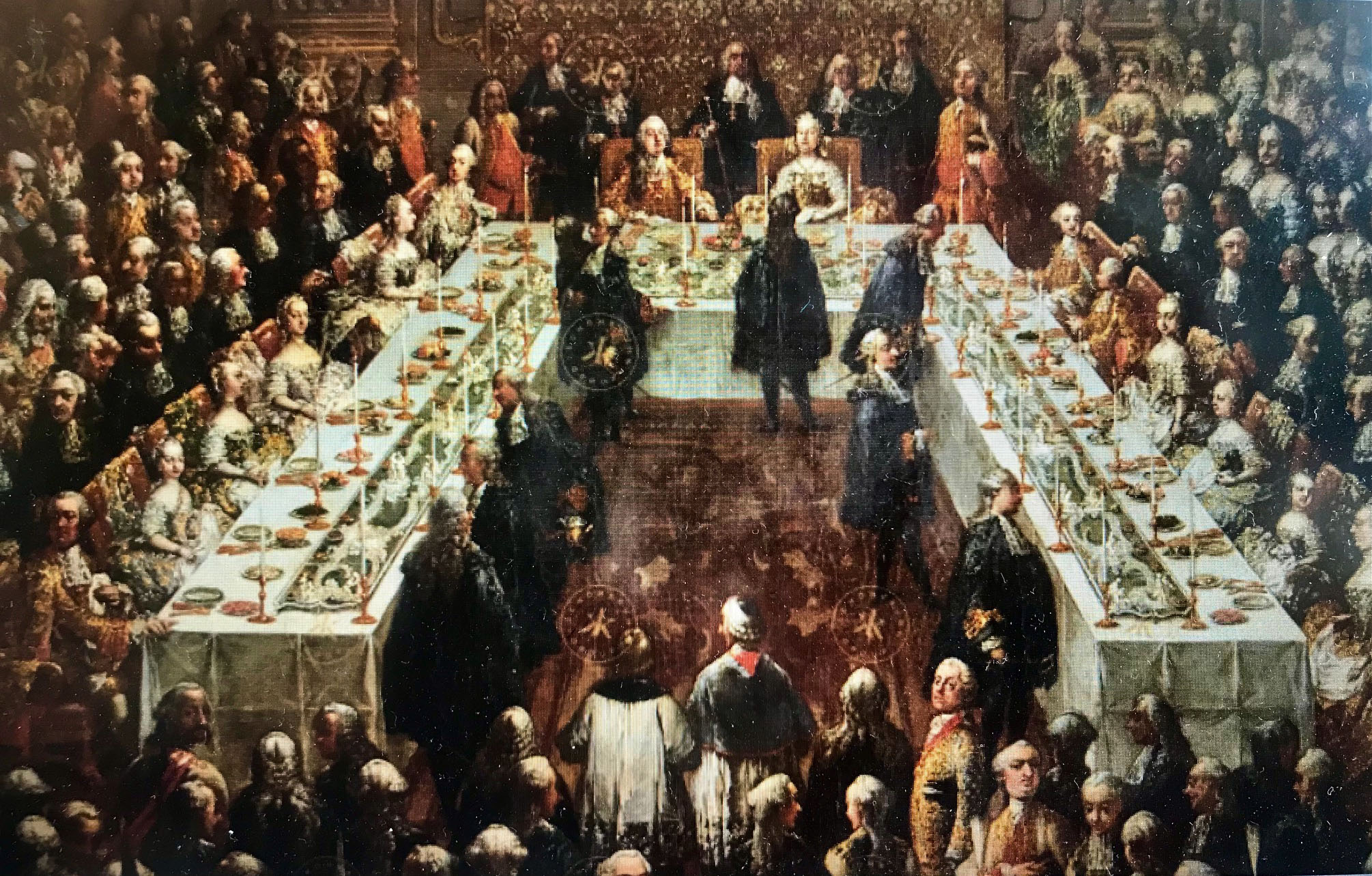
M. v. Meytens. Souper im Redoutensaal (Ausschnitt) 1760

Bestellt wurde ein 9-teiliger Untersatz, bestehend aus zwei gerundeten Endstücken und sieben Mittelteilen, alle von ca. 50 cm Länge, um verschieden große Tafeln damit bestücken zu können. Jedes der Teile wird von kleinen Füßchen getragen und besteht aus verspiegeltem Porzellan, so dass alle darauf befindlichen Elemente im Kerzenschein doppelt glänzen. Eines der Beispiele, das vermutlich als Vorbild gewirkt hat, war der Tafelaufsatz, der 1760 anlässlich der Vermählungsfeierlichkeiten von Kronprinz Joseph mit Isabella von Bourbon den Tisch im Redoutensaal schmückte und von Martin van Meytens im Bild festgehalten wurde.

### Dekorationselemente
Die vornehmsten Aufgaben für Bildhauer des 18. Jahrhunderts waren die figurativen Ausstattungen von Plätzen und Parkanlagen, in Form von Brunnen, Stand- und Reiterbildern, Tor- und Fassadengestaltungen. Auch für diese Aufträge wurden zunächst Skizzen und Modelle angefertigt, bis die Auftraggeber damit einverstanden waren und ihrer Herstellung in Abgüssen oder Stein nichts mehr im Wege stand. Nachdem nun die ersten Porzellanmodelleure entweder Goldschmiede oder ebenfalls ausgebildete Bildhauer waren, bekamen diese Plastiken nun Konkurrenz von einem weiteren Material, dessen durchscheinender Glanz den von polierter Bronze oder Marmor womöglich noch überstrahlte. Zunächst schien alles damit möglich, vom kleinsten Objekt bis zur Reiterstatue, und in Nanjing, so hörte man aus dem Bericht des Padre Martini von 1665, sei eine Pagode aus Porzellan entstanden. Die Künstler blieben dieselben, auch wenn sie sich nun in die besonderen Eigenschaften dieses Materials hineindenken mussten. Es stellte sich bald heraus, dass die Zerbrechlichkeit von Porzellan kleinere Formen verlangte und sich in Statuetten und Kleinplastiken am besten bewährte. In der Folge etablierte die Kunstakademie eigene Bildhauerabteilungen für die Porzellangestaltung, die auch dem allgemein sich wandelnden Kunstgeschmack unterworfen waren.

#### Mittelgruppe: Die Porzellanerzeugung

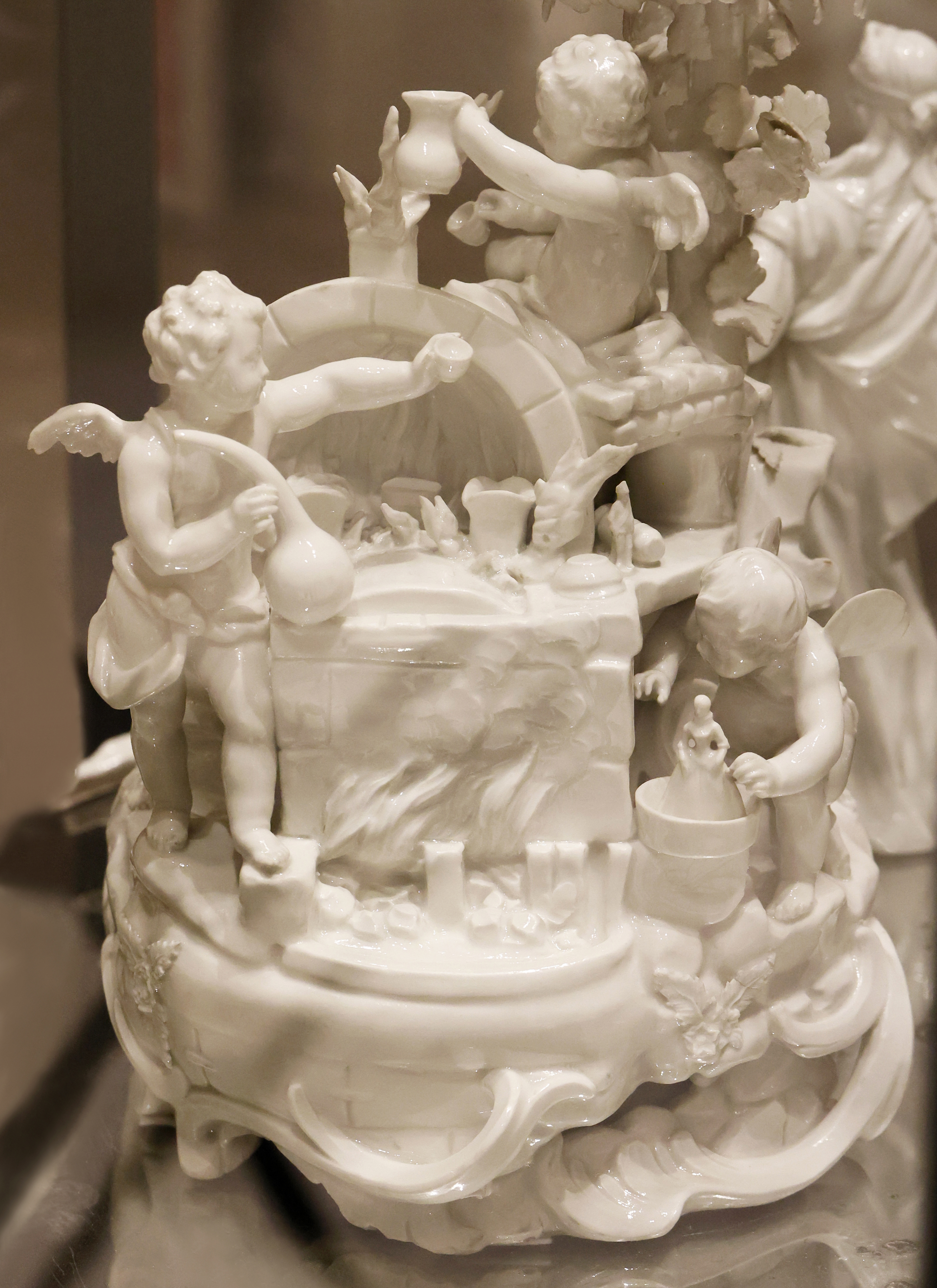
Die Porzellanerzeugung

Eines der außergewöhnlichsten Beispiele für die zeitgenössische Begeisterung für das neue Material bildet das Zentrum des Zwettler Tafelaufsatzes, in dem die Darstellung der Porzellanherstellung zum Thema der Skulptur gemacht wird. Mit einer Höhe von 33,5 cm und Kosten von 24 Gulden (fl.) ist es die wertvollste der Kleinplastiken. In ihrem Zentrum steht der Brennofen, der von Putti in den typischen Verrichtungen mit ihren kleinen Porzellan-Modellen von allen Seiten umgeben ist. Sie feuern an, formen, brennen, glasieren mit ihren Werkzeugen und werden im Hintergrund von einem Laubwerk beschattet. Es lässt sich ermessen, welch hohen Stellenwert dieses künstlerische Handwerk genossen haben muss, wenn es sogar zum Zentrum der Tafel auserkoren wurde.

#### Vier Seitengruppen: Allegorien

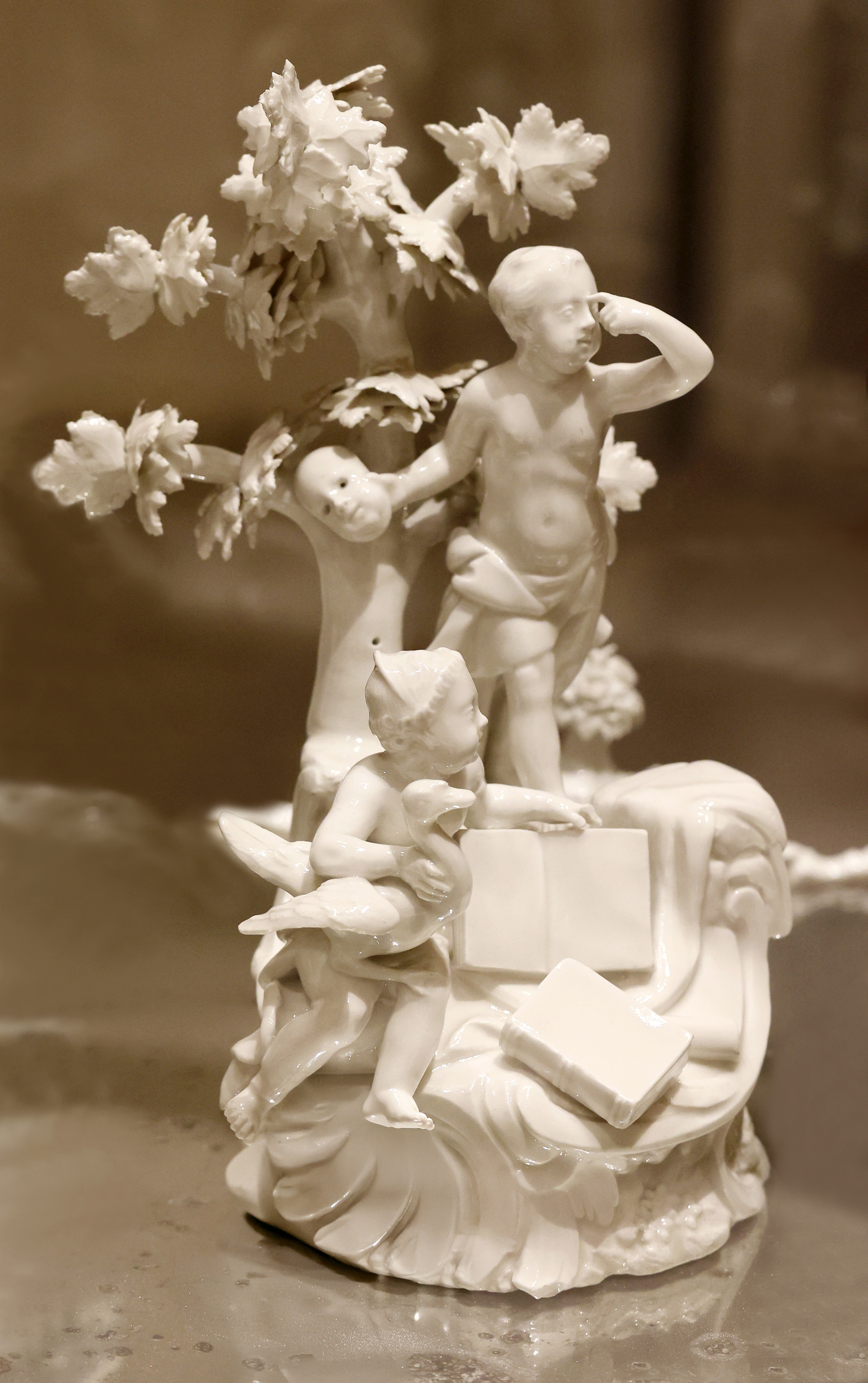
Allegorie der dramatischen Dichtung

Vom barocken Überschwang der ersten Jahre der Wiener Manufaktur bis zur akademischen Neuausrichtung nach der kaiserlichen Übernahme im Jahr 1744 war es ein längerer Weg, der sich schon bald am klassizistischen Stil orientierte. Zunächst aber wurden die Allegorien, die neu in Mode gekommen waren, noch auf einen Rocaillesockel gestellt, von Putti verkörpert und mit Blattwerk umhüllt, wie es auch bei den vier Allegorien für Zwettl der Fall ist. Es sind dies allegorische Darstellungen der Lyrischen Dichtung, der Dramatischen Dichtung, der Architektur und der Astronomie, die die Käufer für den Abt als passend ausgewählt haben. Das Angebot, aus dem sie wählen konnten, war viel umfangreicher und zu Verkaufszwecken zumeist in Serien gestaltet. Diese Figurengruppen haben Höhen zwischen 28 und 30,5 cm und kosteten je 12 Gulden (fl.).

#### Vier Baumgruppen: Mythologische Paare / Vier Elemente
Seit der Rückbesinnung auf die Antike wurden festliche Tafeln gerne mit Göttermahlzeiten verglichen, weshalb die Darstellung von antiken Gottheiten in Porzellan den Speisenden zu dieser Zeit als besonders geeignet erschien. Im 1755 erschienenen Les Soupers de la Cour wird auf Baumgruppen verwiesen, die als bevorzugte Tafeldekoration galten und zwischen Fruchtaufsätzen angeordnet waren. Für Zwettl wurden eine Viererserie von Götterpaaren gewählt, die gerade sehr en vogue waren (noch heute gibt es zahlreiche Exemplare aus diesen Serien): Venus und Vulkanus (als Element des Feuers), Neptun und Amphitrite (Element des Wassers), Apoll und seine Zwillingsschwester Diana sowie Paris und Venus mit einem Apfel. Sie alle werden getragen von hohen, durchbrochenen Felssockeln und befinden sich sitzend im vertrauten, bewegten Zwiegespräch. Anhand ihrer charakteristischen Attribute mussten damals auch die kaiserlichen Kinder die jeweiligen Gottheiten in den antiken Figuren bei einer Konfekttafel im Fasching des Jahres 1752 erkennen, wie Fürst Khevenhüller berichtet. Im Hintergrund der kleinen Skulpturen überragt luftiges Blattwerk das Geschehen, dessen mühevolle Zusammensetzung die Jahrhunderte nur selten vollständig überlebt hat. Keine der Figuren ist signiert, man vermutet die künstlerisch besonders anspruchsvolle Serie könnte von Johann Joseph Niedermayer (1710–1784), einem Schüler Georg Raphael Donners, stammen. Ihre Höhe beträgt zwischen 24 und 26 cm, der Preis betrug je 8 Gulden (fl.).

#### Vier größere Figuren: Kardinaltugenden
Unter der Leitung des Zeichenprofessors an der Akademie, Johann Joseph Niedermayer also, der 1747 zum neuen Modellmeister an die Porzellanmanufaktur berufen wurde, nahm die Gestaltung der Figuren langsam die gewünschte akademische Ausrichtung an. Und Dionisius Pollion (mit dem Kürzel „O“), der Gestalter der vier nachbestellten Kardinaltugenden – Prudentia, Temperantia, Fortitudo und Justitia – erfüllte diese gestalterische Vorgabe auf beeindruckende Weise. Seine Tugenden stehen auf einem runden, schmalen Sockel, ihre Haltung ist von antik-statuarische Würde, auch wenn Kleidung und Blick trotzdem von großer innerer Bewegtheit künden. Möglicherweise wollte man zu diesem Zeitpunkt eine größere Konkordanz zum Text des Applausus von P. Placidus Assem herstellen, den Haydn vertont und die Noten auch bereits an das Stift gesandt hatte, und orderte daher die dort besungenen Protagonisten in einer Porzellandarstellung im März 1768 extra nach, drei Wochen vor dem festlichen Ereignis, und sie wurden noch rechtzeitig geliefert. Klugheit, Mäßigung, Stärke und Gerechtigkeit waren Eigenschaften, die jeder Herrschaft, ob weltlich oder geistlich, gut anstehen. Die Porzellanfiguren haben eine Höhe zwischen 23 und 24 cm und kosteten jeweils fünf Gulden (fl).

#### 18 einfache Figuren: Apoll & Äolus, 4 Jahreszeiten, 10 Kavaliere (2 Fehlstände)
Unter den „Einfachen Figuren“, die pro Stück drei Gulden (fl.) kosteten, finden sich aus einer ähnlichen Serie wie die Allegorien ebenfalls zwei Götterstatuetten von besonderer Zartheit und 16 cm Höhe. Paul Painstingel mit dem Kürzel „H“ modellierte Äolus, der wie sein Pendant Apoll auf einem Rocaillesockel in Wolkengebilden zu stehen kommt und einen Befehlsstab hält. Apoll in römischer Rüstung schlägt die Lyra und lehnt an einen Baumstumpf. Nachdem in dieser Gruppe jedoch zwei Figuren abgängig sind, waren ursprünglich wohl zwei weitere mythologische Darstellungen mit 16 cm in einer thematischen Vierergruppe.
Eine der beliebten Jahreszeitenserien, die zu den großen Verkaufserfolgen aller Porzellan-Manufakturen zählten, findet sich auch in der Sammlung des Zwettler Aufsatzes: Ein Gärtner als Frühling, der Schnitter als Sommer (beide vom Modellierer Johann Klammer „R“), ein Jäger als Herbst (er hat als einzige Figur einen Arm verloren) und ein Schlittschuhläufer als Winter (vom Modellierer Painstingel) bilden das Quartett, alle sind zwischen 17,5 und 18,5 cm hoch.
Herausragend ist auch hier eine ebenso hohe Gruppe von Berufsdarstellungen („Kaufrufe“), die zwar schon in Meißen entwickelt worden war, doch in Wien ihre größten Erfolge feierte. 1775 veröffentlichte dazu Johann Christian Brand u. a. seine Zeichnungen nach dem gemeinen Volke besonders „Der Kaufruf in Wien“ (Etudes prises dans le bas peuple et principalement „Les Cris de Vienne“), die als erstes Produkt der Kupferstichschule an der Wiener Kunstakademie bis ins zwanzigste Jahrhundert stilbildend wirken sollten.
Und auch die Habsburger selbst waren bekannt für ihre große Volksverbundenheit (i. e. die daraus rührende Sparsamkeit als eines der Indizien für die stets klammen Kassen des Kaisers), und sie legten Wert darauf, auch für die Erzherzöge eine Handwerksausbildung sicherzustellen. In jedem Fasching bei Hof mussten daher alle Teilnehmer der Festlichkeiten in Kostümen einfacher Handwerker auftreten, die Daniele Antonio Bertoli, der Festausstatter Karl VI. und Maria Theresias gegen 1740 für den Hof entworfen hatte, und diese sind es, die sich auch in den Kleinplastiken wiederfinden. In Porzellan gibt es verschiedene Darstellungsarten, eine erste Serie von höfischen Kavalieren, die als arbeitende Personen verkleidet sind – deutlich erkennbar an ihrem vornehmen Gewand – und eine zweite Gruppe, die die tatsächlichen Gemüseverkäufer, Bäcker etc. abbilden sollen, dazu gesellen sich Szenen aus dem höfischen Leben, wie sie den Damen und Herren im Alltag begegnet sind.

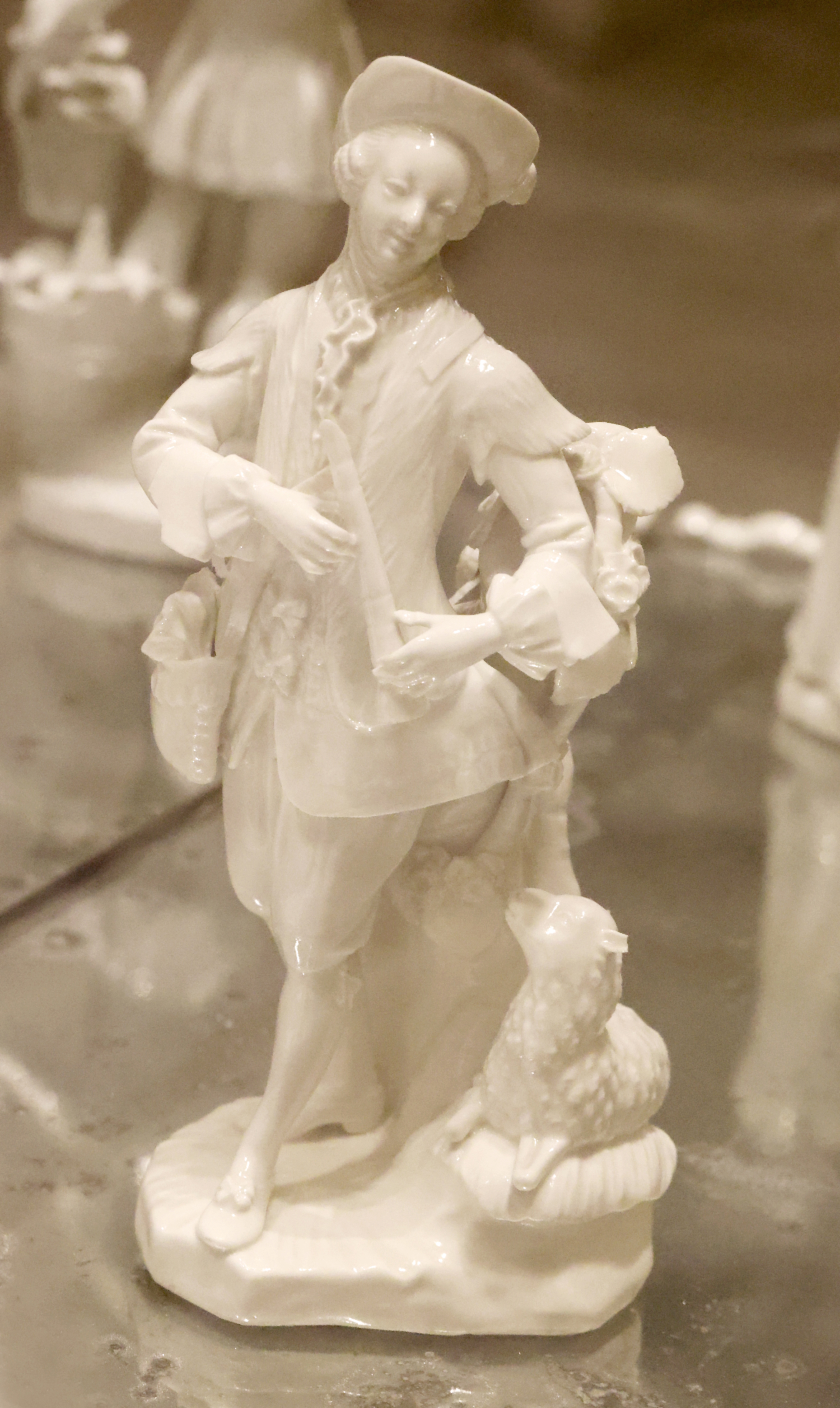
Schäfer auf Baumstamm gelehnt, Zwettler Tafelaufsatz

Wir treffen in diesem kleinen Kosmos auf einen Sänger und einen Perückenmacher, auf einen Kavalier mit Stock, der sich gerade von seinem Spaziergang ausruht – alle modelliert von demselben D. Pollion, der auch die Tugenden schuf – und auf einen Kavalier mit Äffchen (= Gaukler), der der Commedia dell´Arte entstammt, modelliert von Johann Klammer („R“). Ein Kavalier als Schäfer lehnt an einem Baumstamm und wurde von Paul Painstingel modelliert, dazu wird ein zierlicher Kavalier als Bergmann vorgeführt, ein Kavalier als Branntweiner und ein junger Mann, der seine Waren aus einem Bauchladen („P“) anbietet, die ebenso wie der Koch mit Bratspieß (=Wirt) alles Werke des Anton Peyer („P“) sind.
Der eleganteste von allen ist ein Kavalier mit Korbflasche (= Kellner), dessen Körperhaltung aus dem Ballettlehrbuch zu entstammen scheint; den Modelleur kennen wir nicht. Alle Ausstattungen künden von langjährigen Traditionen: eine Abbildung dieses Kavaliers mit chinesischem Hut und reichen Bordüren an seinem Kostüm wurde schon 1703 in Abraham a Sancta Claras Welt-Galleria veröffentlicht.

#### 18 kleine Figuren: 2 Kavaliere, 15 Amoretten (1 Fehlstand)
Auch bei den kleinen Figuren zu je 2 Gulden (fl.), die Höhen von 9–11 cm erreichen, finden sich zwei nicht signierte Kavaliere: der erste bildet einen Herrn im Morgenmantel mit Notenblatt ab, der wohl gerade in seinen privaten Räumen Gesangsunterricht nehmen möchte, der zweite einen Kavalier mit Muff im Wintermantel, möglicherweise zu einer Jahreszeitengruppe gehörig, die jedoch nicht zum Tafelaufsatz gehört.
Die Mehrheit in dieser 15-teiligen Gruppe (eine Figur ist abgängig) bilden jedoch Darstellungen kleiner Amoretten, die als charakteristisch für die zweite Hälfte des 18. Jahrhunderts gelten können. Denn auch sie beschäftigen sich mit den handwerklichen Tätigkeiten, allerdings im Gewand kecker Putti. So wurden mit der Neuentdeckung der Welt der Kinder gern auch gesellschaftliche Umstände im bunten Kostüm dargestellt. Sie erfüllten nicht nur pädagogische Funktionen, indem sie den Kindern auf spielerische Weise ihre Umgebung erklärten, sondern sie hielten auch den Erwachsenen eine liebenswerte Atmosphäre kindlicher Unbeschwertheit vor Augen.
Dass sich über jede einzelne der dargestellten Figuren große Traditionslinien abzeichnen, sei hier nur anhand der Amorette mit Kapuzenmäntelchen vom Modellierer Anton Peyer („P“) skizziert. Das fröstelnde Kind mit Bettelkörbchen war ein Abbild der armen Savoyardischen Kinder, die singend, mit einem zahmen Murmeltier oder musizierend von ihren Eltern in die Welt geschickt wurden, um ihr eigenes Geld zu verdienen. Goethe setzte ihnen ein Denkmal in der zweiten Fassung des Jahrmarktsfests zu Plunderweilern, indem er einem Knaben den Namen Marmotte gab, obwohl Marmotte ja eigentlich das Murmeltier war, mit dem die Kinder bettelten. Schließlich hießen alle die bettelnden Kinder Marmotte, und Beethoven (op. 52, 7) vertonte das Lied des Knaben in einem bis heute bekannten Strophenlied.
Vorhanden sind aber auch eine Amorette als Postillon, als Soldat, als Maurer, als Wanderer mit langem Stock, eine Amorette mit Hacke, als Schmied, als Fechtmeister, als Schauspieler im langen, wallenden Mantel, als Kellermeister mit Gläsern in der Hand, als Gemüsehändler, als Zuckerbäcker und eine als Bäcker, als Fischhändler und schließlich in einer Serie, in der Putti auf Delphinen reiten, um das Element des Wassers zu verkörpern, findet sich hier eine kleine Figur, die auf einem Huhn reitend mit einem Körbchen als Eierverkäufer fungiert. Anton Peyer, Dionisius Pollion und Johann Klammer sind ihre Modellierer.

#### 18 Vasen (3 Fehlstände)
Eine Serie von 18 Vasen, die den kleinen Kosmos von Porzellanfiguren mit der Natur verbinden und zu einem Garten-Ensemble werden ließ, wurde zu je 1,30 Gulden (fl.) erworben, erhalten haben sich 15 davon. Sie sind keineswegs gleich, sondern haben verschiedene Höhen zwischen 9 und 9,7 cm. Ihre Form ist ähnlich, doch nie identisch, und sie lockern das Erscheinungsbild mit ihrem formvollendeten Blumenbouquet deutlich auf.

### Schlussbemerkung

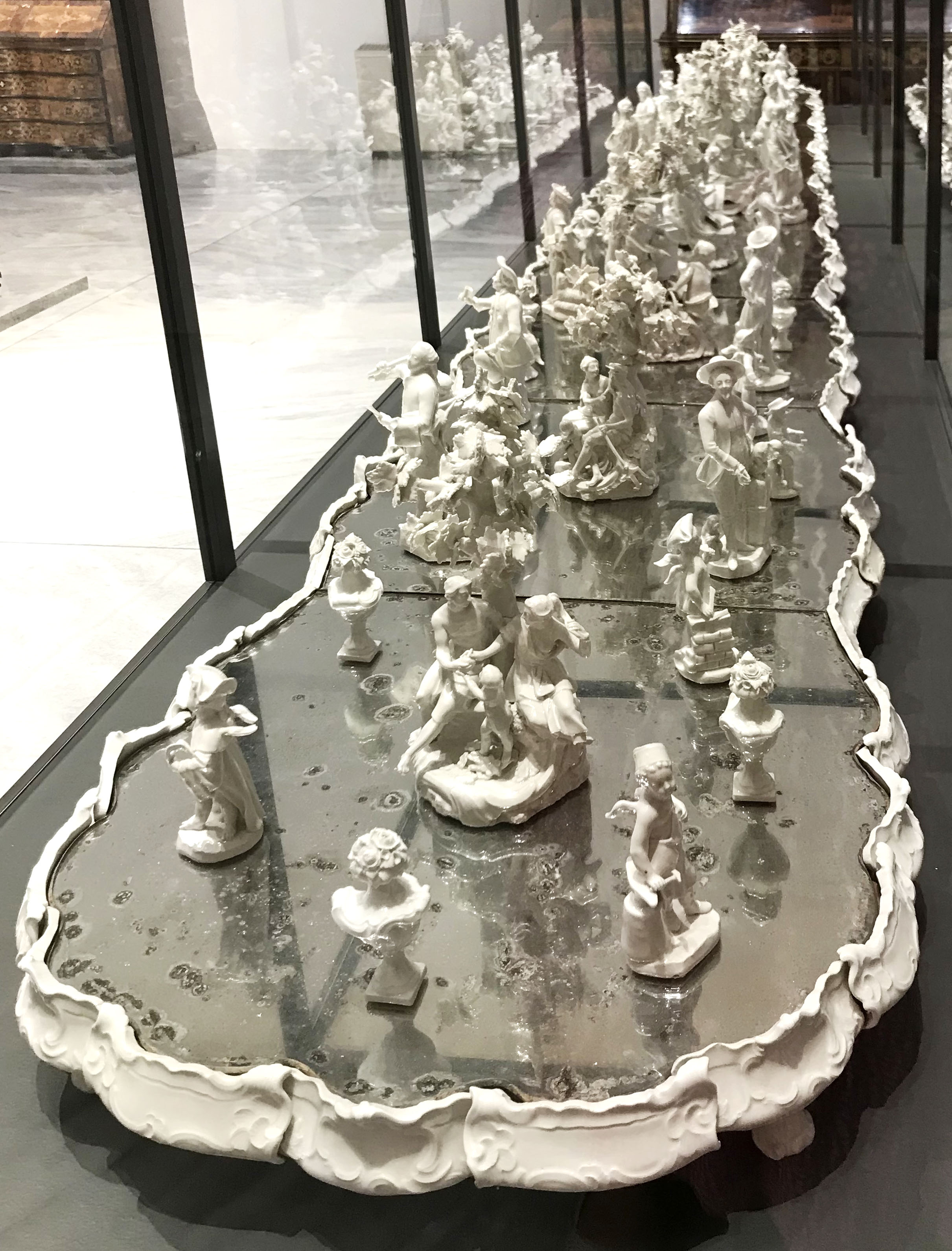
Zwettler Tafelaufsatz Seitenansicht 2.

Keine der Figuren ist höher als 33 cm, so dass auch während der Tafel die Sicht auf andere Teilnehmer gewährleistet ist. Ihre Anordnung kann für jeden Geschmack verschieden eingerichtet werden, solange nur eine gewisse Symmetrie um die Zentralgruppe besteht. Alle sind sie rundansichtig und können von jedem Platz aus gewürdigt werden. Ihre Hierarchie ist zwar durch die Größe sichergestellt, doch ist diese kleine Gesellschaft nicht prozessual angeordnet, sondern reiht sich in einer völlig offenen konzentrischen Weise um die Figur der Porzellanherstellung.

### Dessert- und Speise-Service für 30 Personen
Vom Verbleib des bestellen Services, das nicht nur die erwarteten 72 Konfekt-Teller umfasste, sondern auch 48 Suppenteller, acht Salzfässer und zwei Saucièren, ist nichts bekannt. Ob es ebenfalls aus weißem gasierten Porzellan bestand, ob es ein anderes Dekor hatte, welche Form gewählt wurde, und wer die Entwürfe dafür gefertigt hatte, wissen wir nicht. Natürlich waren Speiseteller auch im Alltag verwendbar und sind möglicherweise in den Geschirrbestand des Stifts eingegangen, ohne dass sich ihre Spur erhalten hat.

## Konfekttafel – „Desserte“

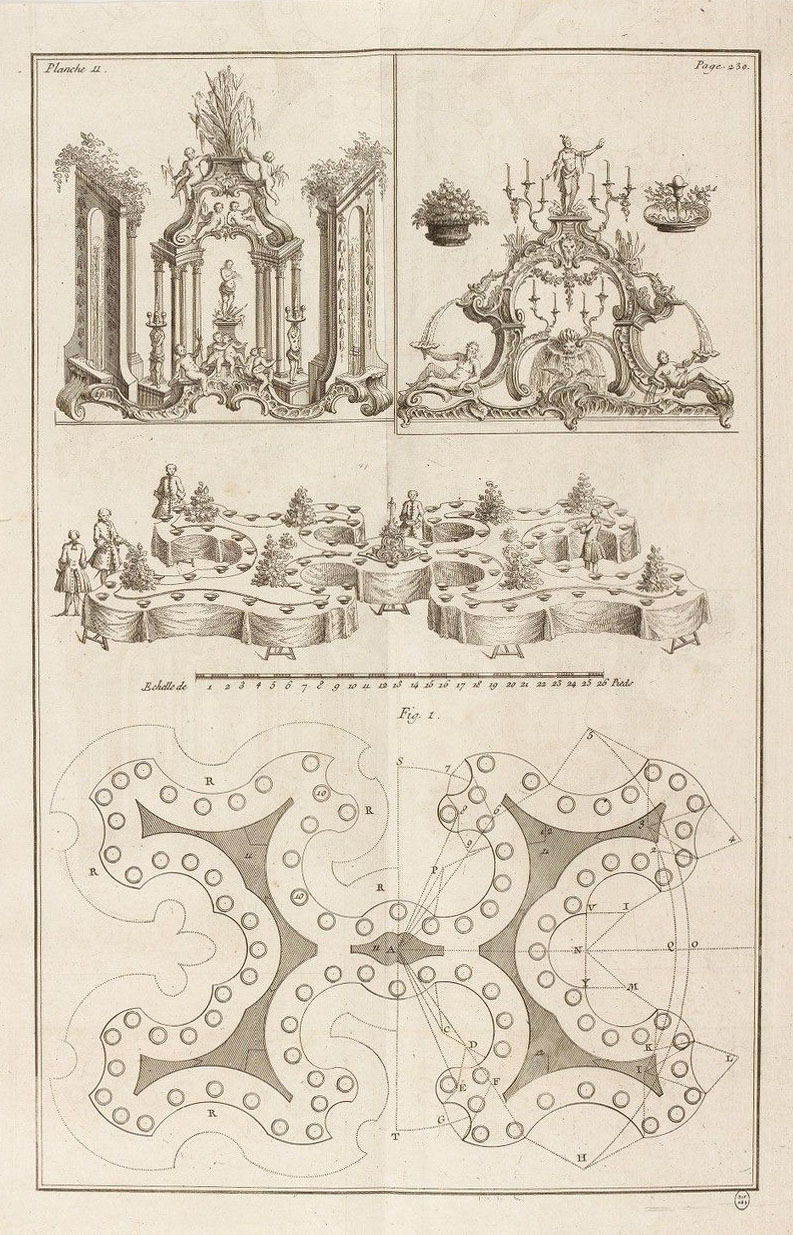
Le cannameliste français, planche 11

Das Dessert war der Höhepunkt jeden Banketts, ungeachtet aller Köstlichkeiten, die zuvor serviert wurden, und deshalb begleitete der Zwettler Tafelaufsatz auch diesen Teil des Festmahls, mehr noch, sein Name und der Gang im Menü sind in eins gefallen: bestellt wurde „ein Desserte für 30 Personen“.
Nicht umsonst, denn in der Patisserie zeigt sich von allen Zubereitungen die größte Meisterschaft, und ihre Ergebnisse wurden als Visitenkarte eines Hofes oftmals im Kunstwerk festgehalten. „Um den Aufsatz herum wird das Konfekt gestellt“, liest man im Wienerischen bewährten Kochbuch von 1787, „Um das Konfekt herum kommen die Kompoten [kandierte Früchte] zu stehen, und müssen daher die besten Früchte, auch öfters solche, die außer der Jahrszeit durch Kunst zur Reife gebracht worden sind, herbeygeschafft werden. Die gefrorne Sachen, Kremmes [Crèmes], Galees [Gelées], Blamaschee [Blanc manger], Sulzen müssen kurz vorher aus den Formen, Modellen und Eisbüchsen herausgenommen werden, wenn sie bey dem Genuß des Desserts ihre größte Güte haben sollen.“
Und im Zentrum dieser Köstlichkeiten standen spätestens seit der Renaissance anstatt des kostbaren Tafelschiffs und anderer Preziosen, die die Tafel der Könige üblicherweise schmückten, thematische Aufsätze aus Tragantteigen und gesponnenem Zucker, die Trionfi hießen und kostbaren Skulpturen glichen. Ihre Skizzen stammten von bedeutenden Meistern, darunter auch von Gian Lorenzo Bernini. Je nach Anlass des Banketts entwarfen die Künstler Bilder von Tempeln, Biblischen Szenen, üppigen Gartenanlagen, Götterfigurinen oder ganze Nachbauten von Schlössern, – war es ein Friedensschluss, eine Hochzeit, der Besuch hoher Persönlichkeiten – für alles ließen sich mythologische Vorbilder finden.
In den Hofküchen schufen danach die Zuckerbäcker die realen Aufbauten, die so wertvoll waren, dass sie mitunter als Brautgeschenke im höfischen Austausch dienten. Die Pläne für die Tafeln fehlen in keinem der zeitgenössischen Kochbücher wie im Cannameliste français von Joseph Gilliers und sind auch heute noch in den Archiven zahlreich vorhanden.

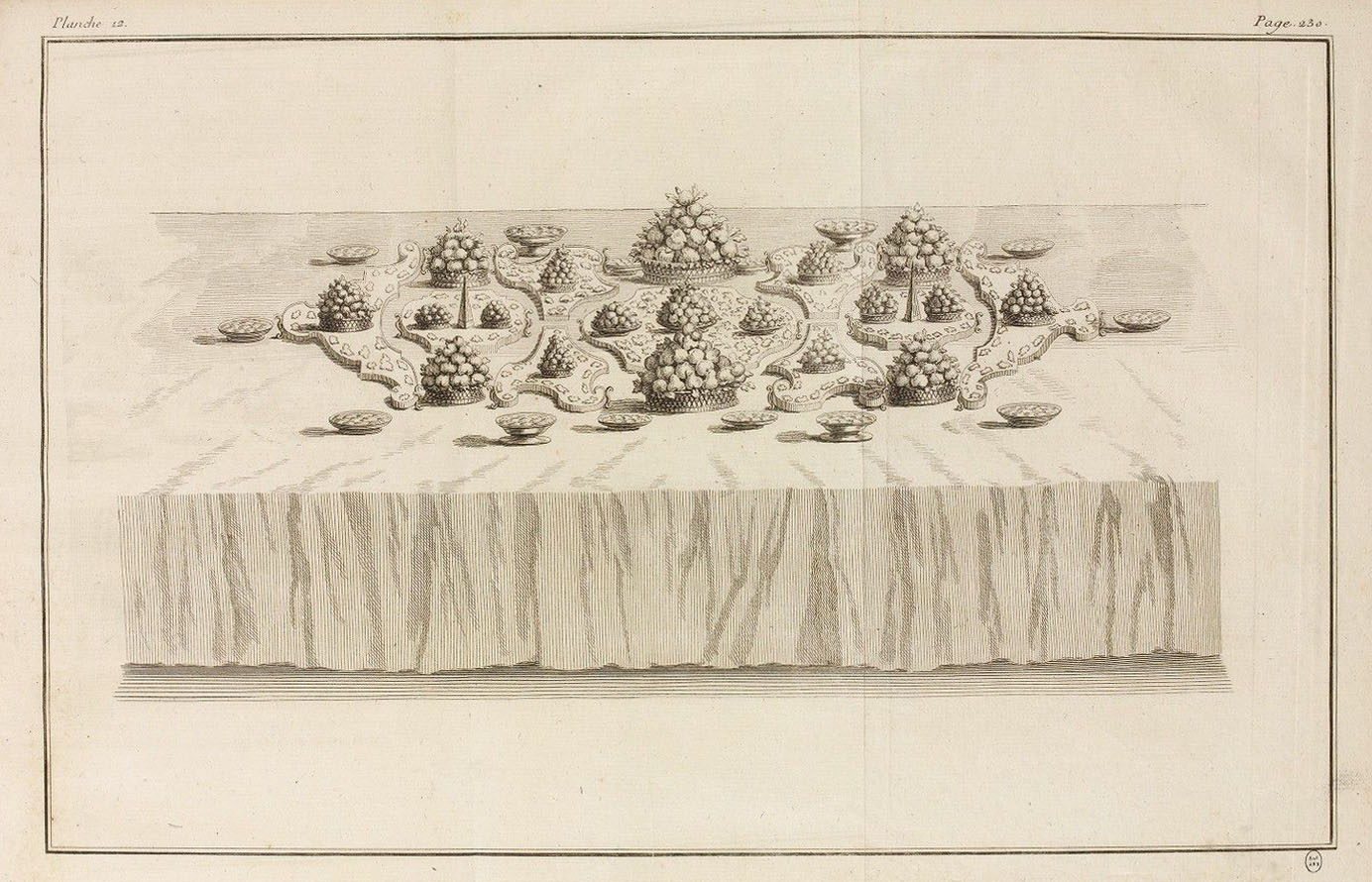
Le cannameliste français, Tafel 12

Die Modellierer hatten ihre eigene Abteilung in der höfischen Ordnung und waren deshalb auch nicht dem Maître de Cuisine unterstellt, bis heute pflegt die Pâtisserie andere Rhythmen. Sie hat Zeit zum Vorbereiten und duldet keinen Makel, ihr Instrumentarium ähnelt den Feinwerkzeugen in der Chirurgie – doch ihre Kosten waren in dieser Zeit besonders wegen des teuren Zuckers überbordend, und die Kassen des Hofes leer.
Nach dem Krieg mit Preußen herrschte am habsburgischen Hof in Wien Not an allem, so dass Maria Theresia umgehend eine neue Möglichkeit zur Ersparnis ergriff. Statt der teuren Zuckeraufbauten sollte nun das Porzellan die unerschwinglichen Meisterwerke der Modellierer und Zuckerbäcker ersetzen, befand sie im Vortrag vom 11. April 1761: „Alle diese Aufbutz mit Zucker, und Zieraten kann nicht leiden, habe schon offt dagegen geredet, nichts als Porcelaine, und natürliche Blumen Jahr aus Jahr ein tägl. Das nemliche“.
Und so handelten die Patres von Zwettl wohl ganz im Sinne der Regentin, wenn sie sich für Porzellan als Tafelschmuck zum Fest ihres Abtes entschieden. Dieser musste bereits zu Beginn des Banketts aufgestellt sein, um ihn im Eifer eines Umbaus nur ja nicht zu gefährden. Umso mehr in diesem Falle, wo das Prachtgeschenk in seiner ganzen zerbrechlichen Schönheit auf spiegelnden Untersätzen umgeben von köstlichen Konfekten im Kerzenschein von allen Seiten glänzen sollte.

## Feierlichkeiten
Vom Festtag im Stift haben sich bisher keine Quellen auffinden lassen. Allerdings gibt es eine Festordnung vom 2. Mai 1775, zum Goldenen Jubiläum der Priesterweihe Abt Kollmanns, zu der ebenfalls ein musikalischer Applausus aufgeführt wurde. Zu diesem Zeitpunkt jedoch, ein Jahr vor seinem Tod, war der Abt bereits in fortgeschrittenem Alter, und es scheint, dass nicht viele auswärtige Gäste geladen waren.
Das mag sieben Jahre zuvor, 1768, noch ganz anders gewesen sein. Denn immer wieder statteten auch Mitglieder der kaiserlichen Familie Klöstern und Stiften anlässlich ähnlicher Gelegenheiten einen Besuch ab, wie anlässlich des 50-jährigen Professjubiläums von Abt Gottfried Bessel im Stift Göttweig 1746. Damals wurde ein Applausus von Johann Georg Zechner aufgeführt. Es wird also wohl auch in Zwettl eine stattliche Anzahl von Ehrengästen anwesend gewesen sein, die Abt Rainer gratulierten, Haydns Applausus anhören durften und anschließend die festliche Tafel sahen, auf der sich der kostbare Aufsatz aus Porzellan befand.